# Pterartoria flavolimbata
Pterartoria flavolimbata là một loài nhện trong họ Lycosidae.
Loài này thuộc chi Pterartoria. Pterartoria flavolimbata được William Frederick Purcell miêu tả năm 1903.